# Rickey Jackson
Rickey Anderson Jackson (Pahokee, Florida, 20 de marzo de 1958), más conocido como Rickey Jackson, es un exjugador profesional estadounidense de fútbol americano que se desempeñó en la posición de linebacker en la National Football League (NFL). Es miembro del Salón de la Fama del Fútbol Americano Profesional.

## Carrera
Jackson jugó como profesional trece temporadas en New Orleans Saints (1981-1993), después pasó a San Francisco 49ers, donde jugó dos temporadas (1994-1995), y fue el equipo en el que se retiró.

## Reconocimiento
El 7 de agosto de 2010, ingresó como miembro al Salón de la Fama del Fútbol Americano Profesional.